# Lakeside (Montana)
Lakeside es un lugar designado por el censo ubicado en el condado de Flathead en el estado estadounidense de Montana. En el Censo de 2010 tenía una población de 2669 habitantes y una densidad poblacional de 57,45 personas por km².

## Geografía
Lakeside se encuentra ubicado en las coordenadas 48°1′8″N 114°13′46″O / 48.01889, -114.22944. Según la Oficina del Censo de los Estados Unidos, Lakeside tiene una superficie total de 46.46 km², de la cual 36.38 km² corresponden a tierra firme y (21.69%) 10.08 km² es agua.

## Demografía
Según el censo de 2010, había 2669 personas residiendo en Lakeside. La densidad de población era de 57,45 hab./km². De los 2669 habitantes, Lakeside estaba compuesto por el 96.97% blancos, el 0.34% eran afroamericanos, el 0.26% eran amerindios, el 0.67% eran asiáticos, el 0.04% eran isleños del Pacífico, el 0.11% eran de otras razas y el 1.61% pertenecían a dos o más razas. Del total de la población el 1.72% eran hispanos o latinos de cualquier raza.

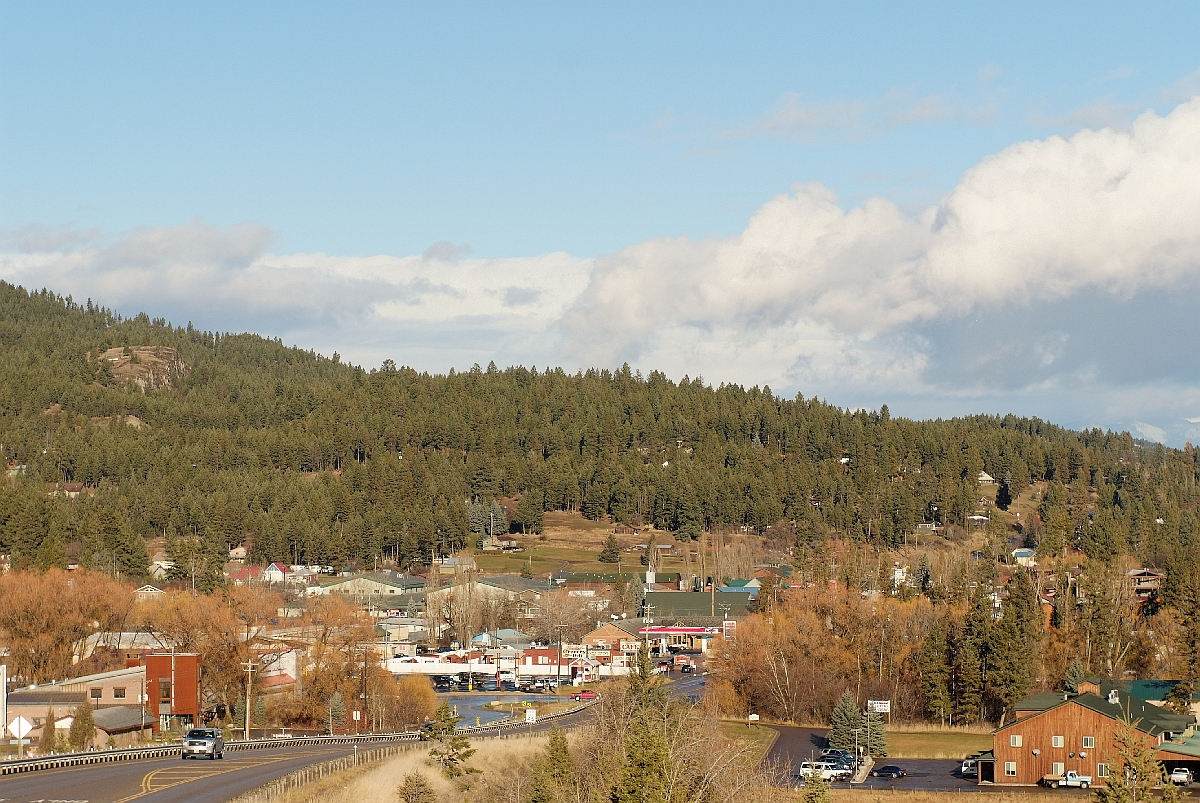
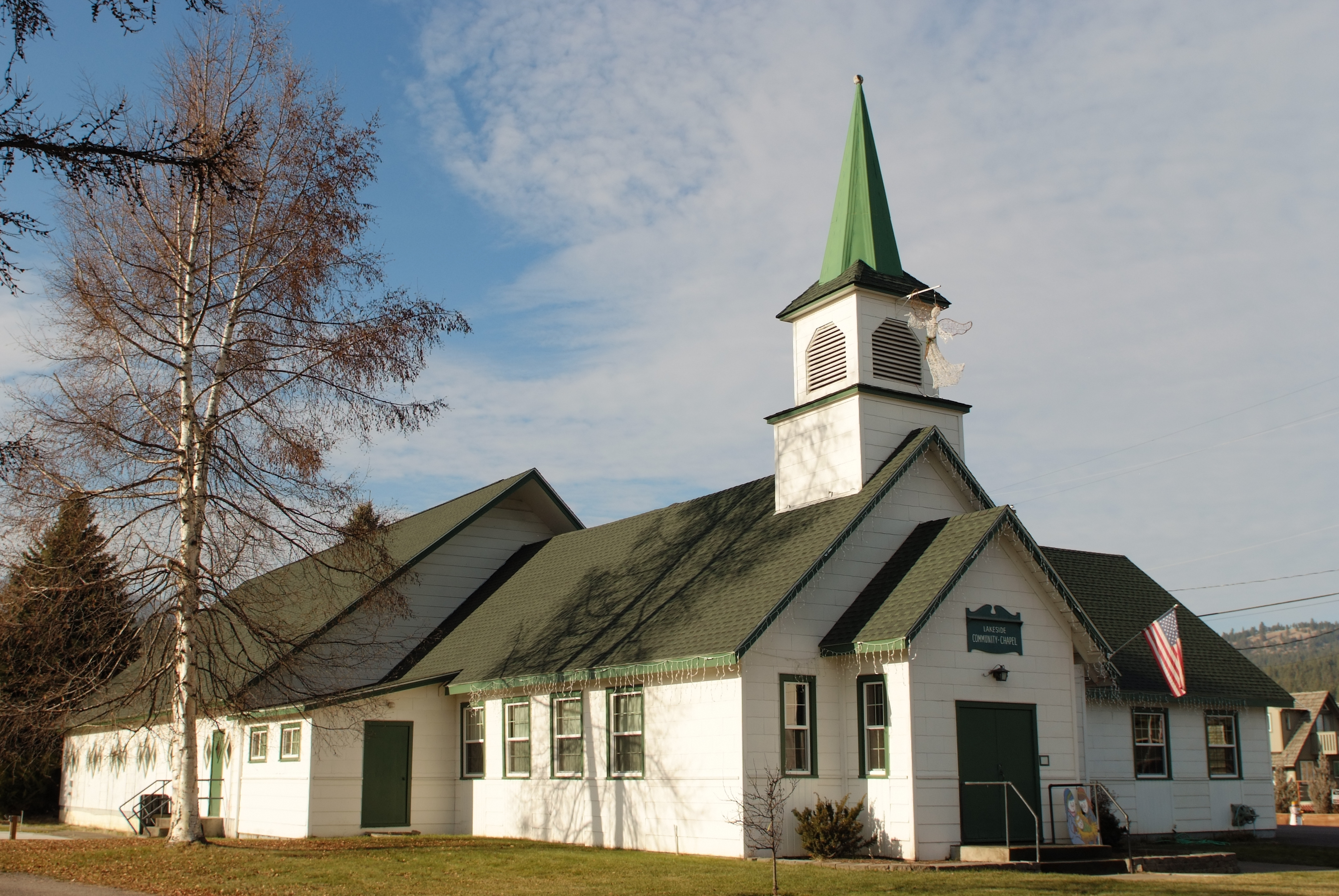
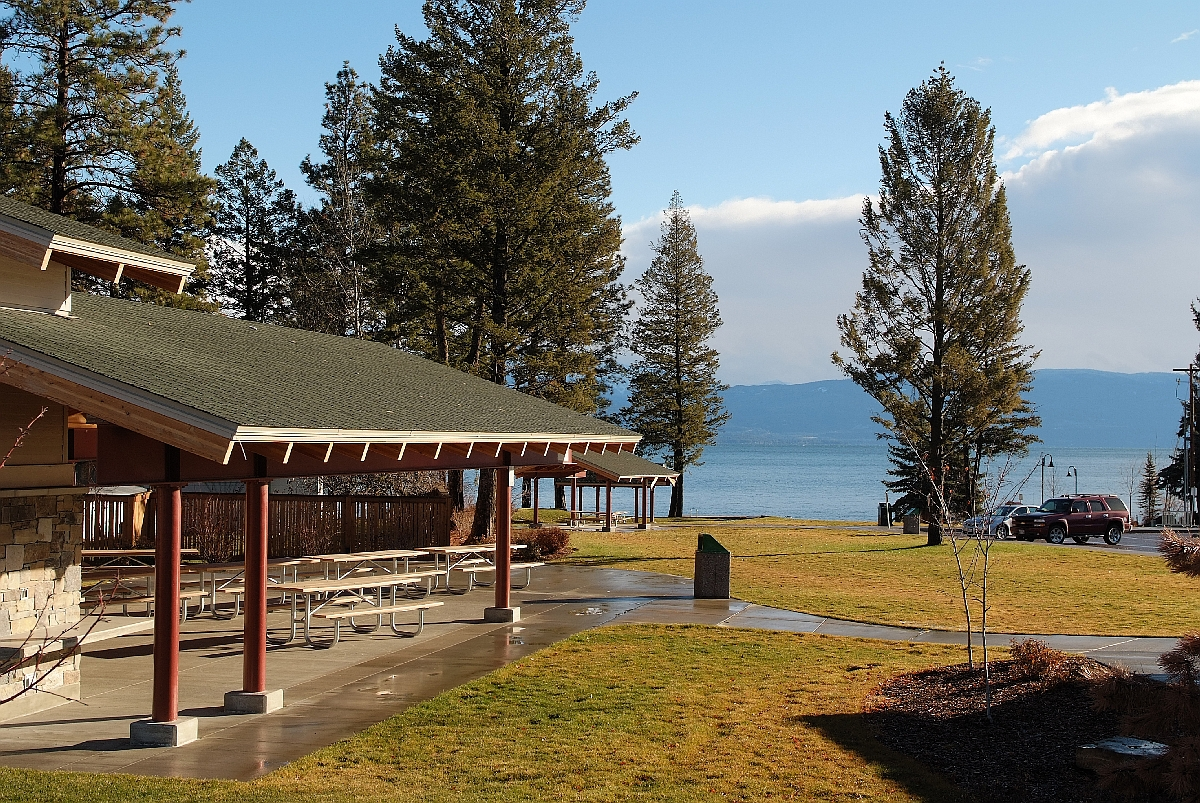
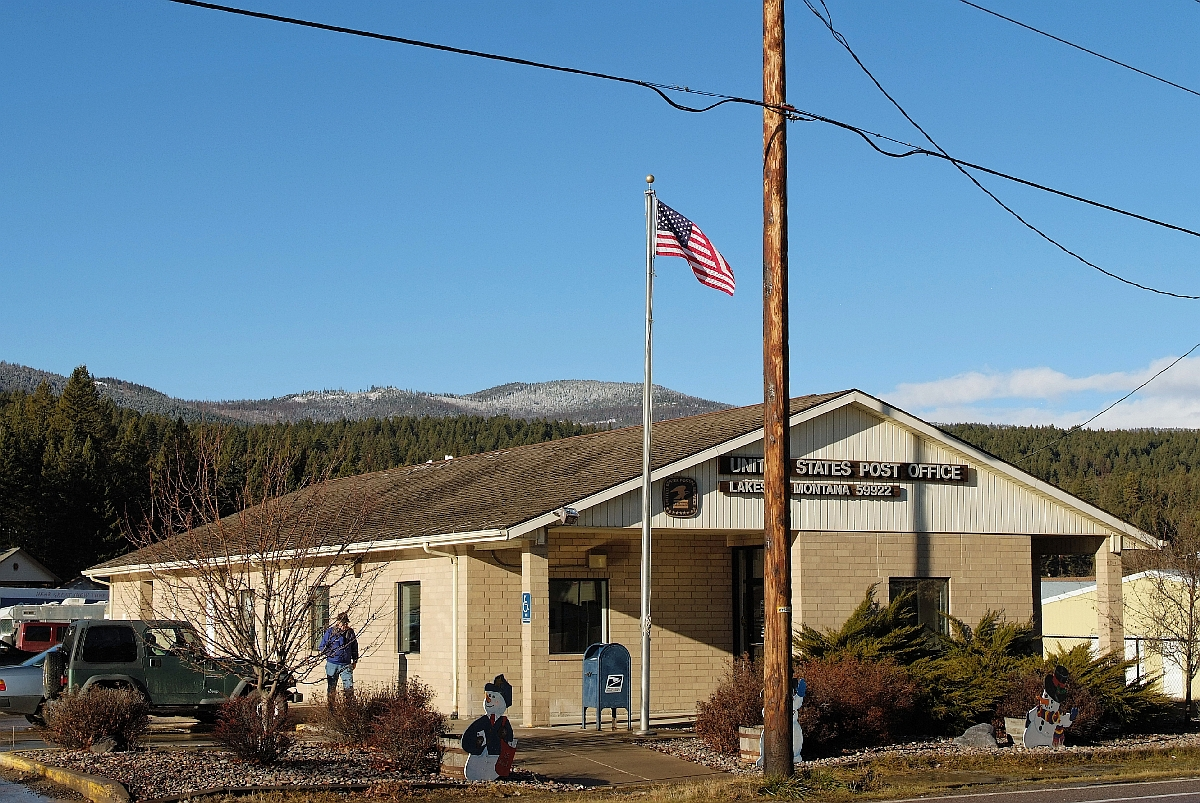
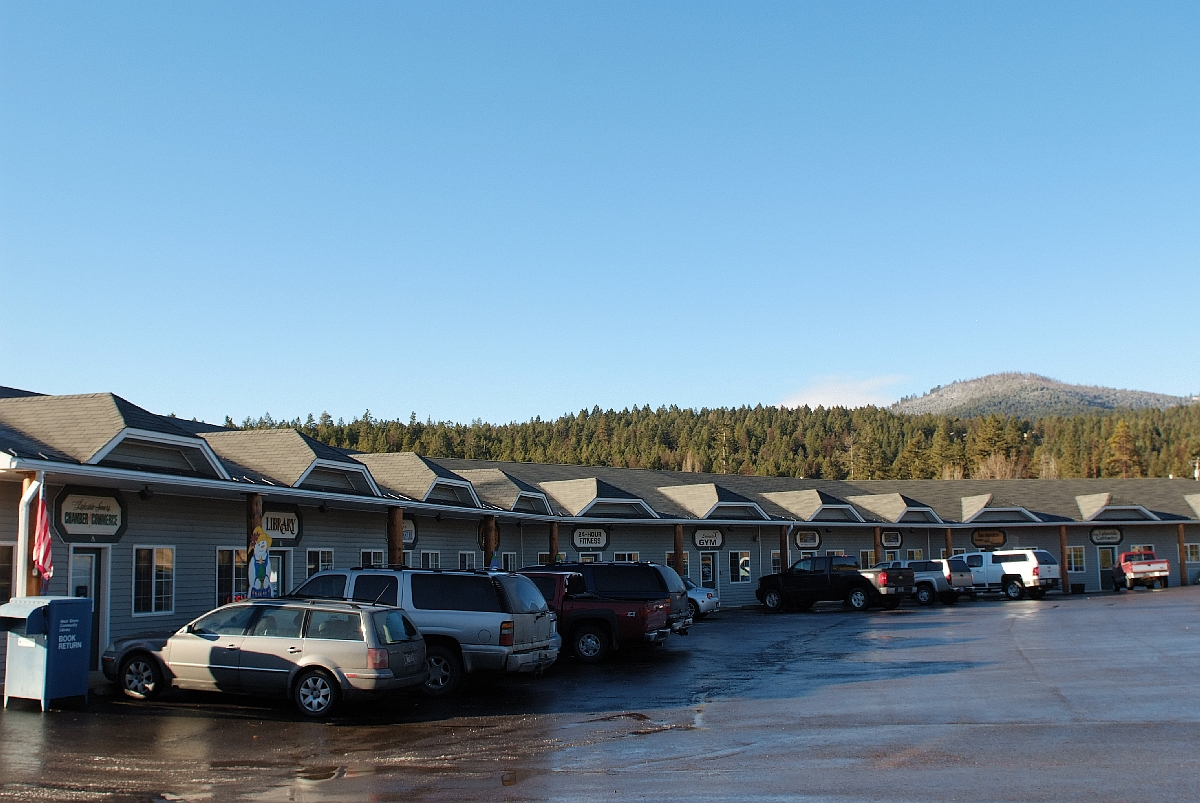
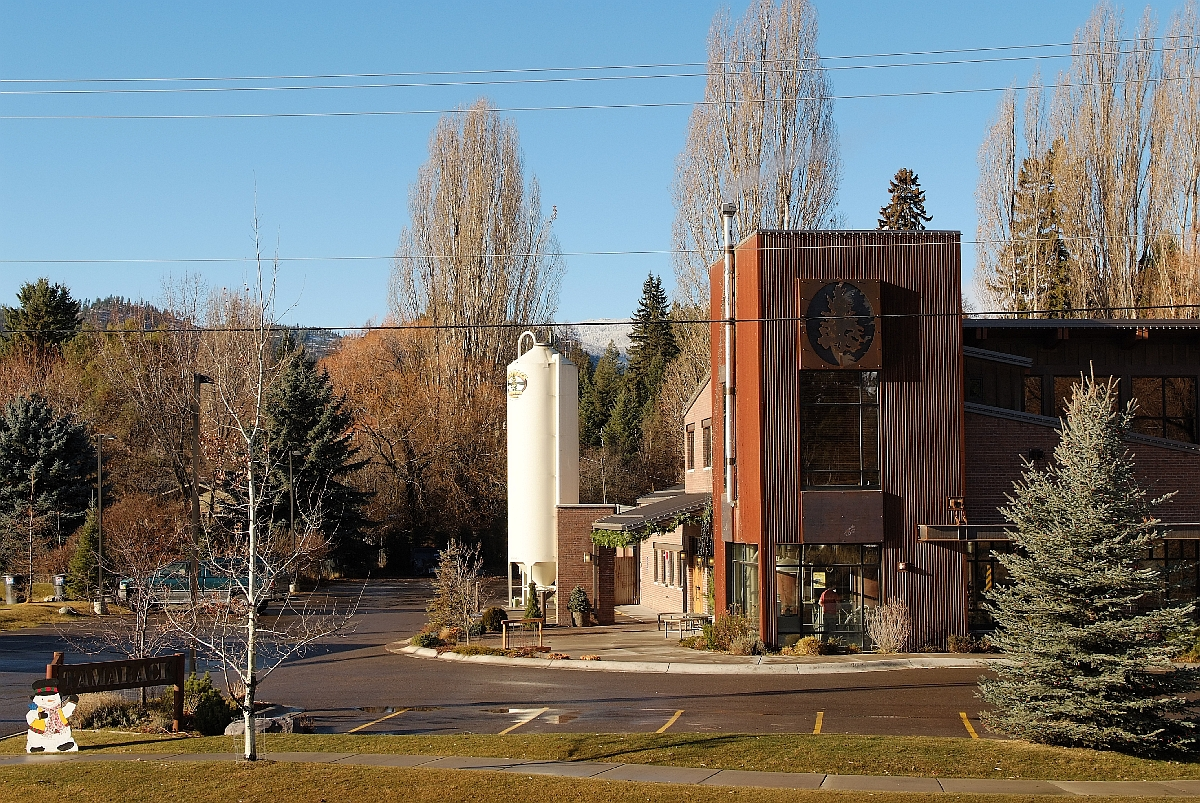